# Совињак
Совињак (итал. Sovignacco) је насељено место у унутрашњости Истарске жупаније, Република Хрватска. Административно је у саставу Града Бузета.
Налази се око 33 км југоисточно од Трста на брду изнад пута који води до Бузета, која иде паралелно са реке Мирне. У његовој близини налази се

## Становништво
Становништо се бави виноградарством, познате сорте грожђа Pucinium и производњом маслиновог уља.
Према задњем попису становништва из 2001. године у насељу Совињак живело je 27 становника који су живели у 6 породичних домаћинстава.
Кретање броја становника по пописима 1857—2001.
| година пописа  | 1857. | 1869. | 1880. | 1890. | 1900. | 1910. | 1921. | 1931. | 1948. | 1953. | 1961. | 1971. | 1981. | 1991. | 2001. |
| бр. становника | 205   | 222   | 236   | 217   | 220   | 253   | 959   | 899   | 150   | 111   | 85    | 67    | 39    | 34    | 27    |

Напомена:У 1857, 1869, 1921. и 1931. садржи податке за насеље Сиротићи, као и део података у 1880. и 1890, а у 1921. и 1931. садржи податке за насеља Прачана и Совињско Поље те део података за насеље Совињска Брда. Од 1857. до 1880. део података је садржан у насељу Совињско Поље.

## Занимљивости
У подножју брда на којем се налази Совињак налазио се први рудник боксита у свету Мињера, у чијем саставу је постојала и хемијска фабрика стипсе и сумпорне киселине. Рудник је почео са радом почетком 16. века, и веома успешно радио до средине 19. века, када је фабрика затворена, а рудник заједно са околним рудницима у околини угашен.